# 秋吉由美子
秋吉 由美子（あきよし ゆみこ、10月19日 - ）は、日本の4コマ漫画家。福岡県北九州市出身、福岡市在住。

## 経歴
1993年、「春2（はるのじじょう）』で、『まんがタイム』新人ギャグまんが展に入選し、デビュー。デビュー以降数年は、主に芳文社の4コマ誌（4コマ漫画専門雑誌）で作品を発表していたが、2006年頃から竹書房の雑誌でも作品を発表している。
基本的にギャグコメディやラブコメなどコメディ作品を得意としている。
地元のプロ野球球団福岡ソフトバンクホークスの熱狂的なファンで、登場キャラクターに選手と同一名前を使用している作品もある。

## 作品リスト

### 芳文社
- はるなちゃん参上! （1993年 - 2009年、まんがタイムファミリー、まんがタイムジャンボ、まんがタイム）
  - 新人ギャグまんが展の入選作『春2』のキャラクターを使用した作品（同作品は単行本3巻に収録）。
  - 単行本 既刊6巻 ※詳細は作品記事を参照
- 思いっきりアイ・ラブ・ユー （1994年 - 1996年、まんがタイムスペシャル）
  - 単行本『目立ちたがりのさびしんぼう』第1巻に収録
- 目立ちたがりのさびしんぼう （1994年 - 1996年、まんがタイムラブリー）
  - 単行本 既刊1巻
    1. 第1巻（2000年4月18日発行） ISBN 4-8322-6166-5

  - 遠藤弘樹　平均的な高校生。クラスメートの観月亜紀に対して片思いしていたことから、関心を寄せさせるために笑いをとったことがある。亜紀に失恋した後は、亜紀の後輩と交際しているらしい。
  - 観月亜紀　遠藤のクラスメート。先輩の男性と交際している。
  - 田中憲之　遠藤のクラスメートで親友。アルバイトをしている。彼女無し。
- うちの母親待ったなし （1995年 - 2007年、まんがホーム、まんがタイムジャンボ）
  - 単行本 既刊3巻 ※詳細は作品記事を参照
- 恋してこだち （1996年 - 1997年、まんがタイムラブリー）
  - 単行本 全1巻（1998年1月31日発行） ISBN 4-8322-6102-9
- 止まらない彼女 （1996年 - 1998年、まんがタイムスペシャル）
  - 単行本『OLぴんのみおピン』第1巻に収録
- 気ままにいこうよ （1996年 - 1998年、まんがタイムオリジナル）
- はーふげーむ （1997年 - 2001年、まんがタイムラブリー）
  - 単行本 既刊1巻
    1. 第1巻（2000年1月22日発行） ISBN 4-8322-6159-2
- 先生が好きなのにっ （1998年 - 2001年、まんがタイムオリジナル）
  - 単行本 既刊1巻
    1. 第1巻（2000年11月17日発行） ISBN 4-8322-6188-6
- ぴんのみおピン （1998年 - 2003年、まんがタイムスペシャル）
  - 『止まらない彼女』のスピンオフ作品。単行本は『OLぴんのみおピン』に改題。
  - 単行本 『OLぴんのみおピン』既刊2巻
    1. 第1巻（1999年7月17日発行） ISBN 4-8322-6140-1
    2. 第2巻（2000年9月19日発行） ISBN 4-8322-6181-9
- まつのべっ! （1998年 - 2003年、まんがタイムオプショナル→まんがタイムナチュラル（休刊）、2004年 - 2007年、まんがタイムスペシャル）
  - 単行本 全2巻 ※詳細は作品記事を参照
- りーえのいえ （2001年 - 2004年、まんがタイムオリジナル）
- パジャマでNight☆ （2002年 - 2007年、まんがタイムラブリー）
- ダブルな?あいモード （2003年 - 2004年、まんがタイムスペシャル）
- BEE! （2004年 - 2005年、まんがタイムオリジナル）
- おまえら大好き! （2005年、まんがタイムジャンボ）
- なでしこ3on3 （2007年 - 2009年、まんがタイムスペシャル）
- あんよ♥ （2007年 - 2010年、まんがホーム）

### 竹書房
- 麻雀であった笑える話 （2005年 - 不詳、近代麻雀オリジナル（隔月で掲載））
  - 他に、2005年に読者コーナーの挿絵を担当していた。
- きらびヶ丘お嬢団 （2006年 - 2008年、まんがくらぶ）
  - 単行本 全1巻 ※詳細は作品記事を参照
- 自由な女神 （2006年 - 2008年、まんがくらぶオリジナル）
- あくまCalling （2007年 - 2008年、まんがライフオリジナル）
- アパートの部屋貸します （2008年、まんがくらぶ）
- チェンジアップ! （2007年 - 2013年、まんがライフ）
  - 単行本 全2巻（上下巻同時発売）
    1. 上巻（2013年4月20日発行）ISBN 978-4-8124-8137-0
    2. 下巻（2013年4月20日発行）ISBN 978-4-8124-8138-7